# Hans Stosch-Sarrasani junior
Hans Albert Paul Stosch-Sarrasani (jun.) (* 15. Februar 1897 in Sorau; † 9. Juli 1941 in Berlin-Kreuzberg) war ein deutscher Zirkusdirektor aus der Zirkusfamilie Sarrasani.

## Leben

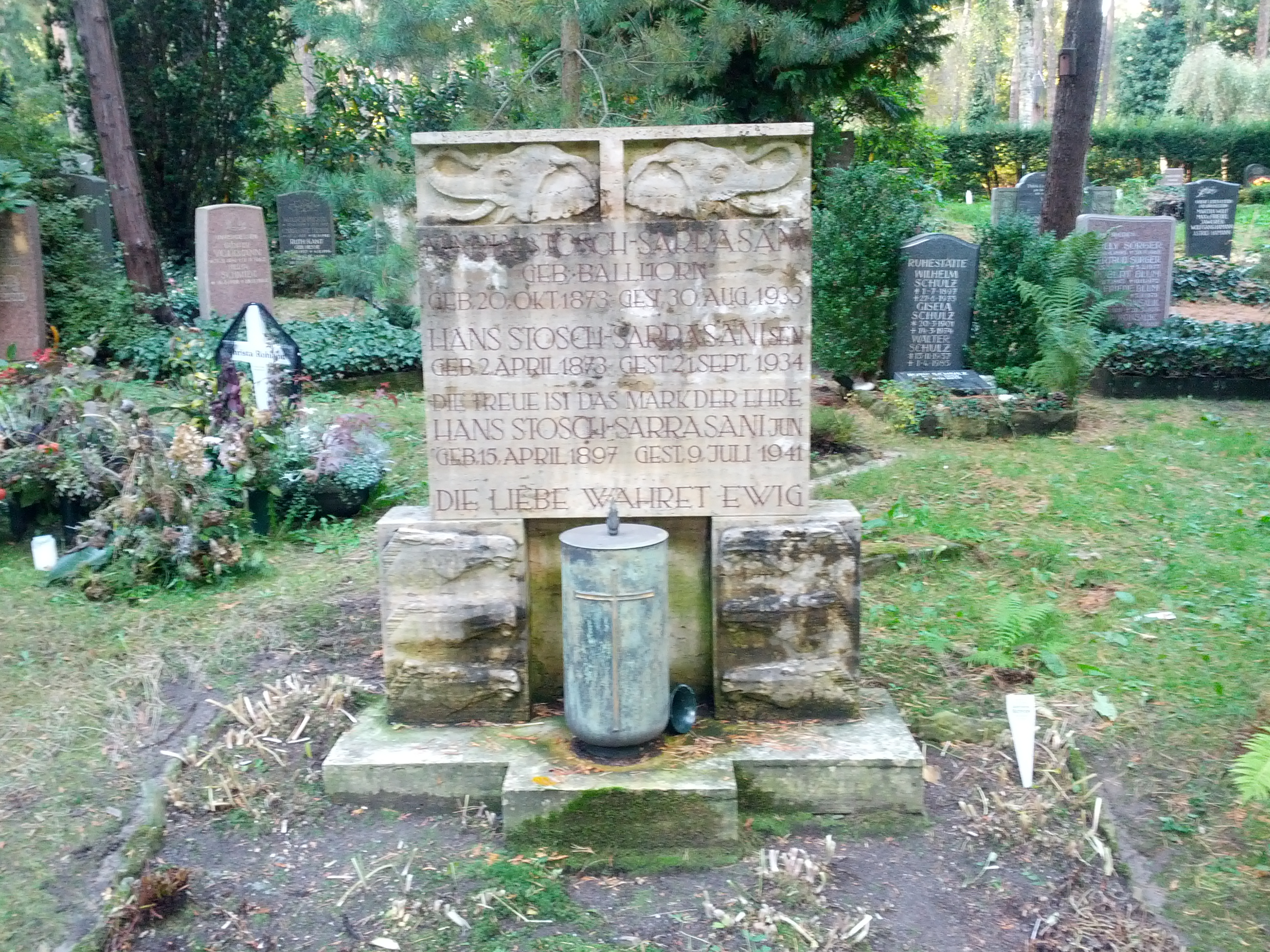
Grabdenkmal der Familie Stosch-Sarrasani auf dem Urnenhain Tolkewitz

Hans Stosch-Sarrasani jun. trat nach dem Tod seines Vaters, des Zirkusleiters Hans Stosch-Sarrasani senior, 1934 dessen Nachfolge an. Er teilte das hochverschuldete Unternehmen und reduzierte Personal, Tiere und Künstler. Darunter fielen auch die jüdischen Mitarbeiter, nachdem er bei Goebbels um Unterstützung gebeten hatte. Zum 1. Mai 1933 trat Stosch-Sarrasani der NSDAP bei (Mitgliedsnummer 1.965.825). Am 13. April 1935 heiratete er in Buenos Aires die Musikerin und Tänzerin Gertrud Helene (Trude) Kunz (1913–2009).
1938 kaufte er die im Stadtteil Niederlößnitz gelegene Radebeuler Villa Neufriedstein 1 als Wohnsitz und „Ruheheim für verdiente Sarrasani-Artisten“. Ab 1940 firmierte sein Unternehmen als Sächsischer Heimatzirkus. 1941 starb Hans Stosch-Sarrasani jun. während eines Berlin-Gastspiels. Er wurde auf dem Urnenhain Tolkewitz beigesetzt.
Das 1912 in Dresden am Königin-Carola-Platz fest errichtete Sarrasani-Theater Circustheater der 5000 wurde bei den Luftangriffen auf Dresden am 13. Februar 1945 zerstört und danach nicht wieder aufgebaut. Die später dort errichteten Wohnbauten entlang führt heute die Sarrasanistraße, des Weiteren erinnern daran ein Brunnen und eine Gedenkplatte.
1948 übersiedelte Trude Stosch-Sarrasani nach Argentinien. Dort betrieb sie mit Unterbrechungen den Circo Sarrasani-Shanri La bis 1972. Zwanzig Jahre später, 1992, besuchte sie Dresden und Radebeul, wo sie ihr auf Neufriedstein gelegenes Artisten-Ruheheim der Diakonie übereignete. Diese ließ das alte Gebäude abreißen und errichtete an gleicher Stelle das moderne Alters- und Pflegeheim Neufriedstein der Diakonie. 1999 erhielt eine Straße in Radebeul in ihrem Beisein den Namen der Zirkusfamilie.
In der Tageszeitung Dresdner Neueste Nachrichten wurde er im Jahre 2000 zu einem der „100 Dresdner des 20. Jahrhunderts“ gewählt.